# Philippe Lefebvre (Theologe)
Philippe Lefebvre OP (* 1960) ist ein römisch-katholischer Ordenspriester, Altphilologie und Alttestamentler.

## Leben
Philippe Lefebvre studierte zunächst von 1982 bis 1986 an der ENS Paris, wo er mit einer Maîtrise und der Agrégation de lettres classiques abschloss. Anschließend lehrte er als Dozent für Klassische Philologie an der Universität Grenoble. Von 1988 bis 1990 forschte er als Stipendiat an der Académie des inscriptions et belles-lettres an der École biblique et archéologique française de Jérusalem und begann eine Doktorarbeit. Von 1990 bis 1991 war er Lehrer in Vorbereitungsklassen in Poitiers.
1991 trat er der Ordensgemeinschaft der Dominikaner in der Provinz Frankreich bei. Von 1992 bis 1995 studierte er Theologie an der Université Catholique de Lille. 1993 wurde er mit einer von Marguerite Harl betreuten philologischen Dissertation an der Universität Paris IV promoviert: Salomon, le temple et le palais (3 R 6-7. Septante et Texte Massorétique). Von 1995 bis 1997 absolvierte er ein kanonisches Theologiestudium an der Katholischen Theologischen Fakultät der Universitäten Lille und Straßburg.
Nach seiner Priesterweihe im Juni 1997 lehrte er von 1997 bis 1998 an der Theologischen Fakultät der Universität Freiburg (Schweiz) und der École biblique et archéologique française de Jérusalem, an der er anschließend von 1998 bis 2005 turnusmäßig lehrte. Von 1998 bis 2002 lebte er im Kloster in Rennes und unterrichtete am örtlichen Priesterseminar und an der Theologischen Fakultät der Université Catholique de l’Ouest in Angers. Von 2002 bis 2004 lebte er im Kloster in Lille und unterrichtete im Kloster, am Priesterseminar Lille und von 2004 bis 2005 am Institut Catholique de Paris. Seit Oktober 2005 ist er Professor für Altes Testament an der Universität im schweizerischen Freiburg im Üechtland.
Am 25. Januar 2021 berief ihn Papst Franziskus zum Mitglied der Päpstlichen Bibelkommission.

## Schriften
- Salomon, le temple & le palais. Étude du Troisième Livre des Règnes de la Septante. Diss., Université de Paris IV Sorbonne 1993.